# Aeródromo de La Esperanza (Intibucá)
El Aeródromo de La Esperanza (IATA: LEZ, OACI: MHLE) es un aeródromo que sirve a las ciudades de La Esperanza e Intibucá en el Departamento de Intibucá en Honduras.
El aeródromo está ubicado a 1,6 kilómetros al sur de La Esperanza. En los lados noroeste y sureste de la pista el terreno es ascenso.
El VORTAC de Soto Cano (Ident: ESC) está ubicado a 60,6 kilómetros al este del aeropuerto.